# سدلونوو
سدلونوو (به چکی: Sedloňov) یک منطقهٔ مسکونی در جمهوری چک است که در ناحیه ریخنوف ناد کنیژنوو واقع شده‌است.